# 文命浩
文 命浩（ムン・ミョンホ、朝鮮語: 문명호、1896年12月9日 - 没年不詳）は、日本統治時代の朝鮮および大韓民国の公務員、教員、政治家。寧遠郡の郡守、第5代韓国国会議員を歴任した。

## 経歴
京城高等普通学校（現・ 京畿高等学校）教員養成所卒。高霊普通学校（現・高霊初等学校）教員、平安産業株式会社専務取締役、寧遠郡守を務めた。1950年の第2代総選挙では落選し、1954年の第3代総選挙では立候補登録妨害に遭い、警察署長を相手にとって告訴したが、決定を覆すことはできなかった。1960年の第5代総選挙では民主党の候補として軍威郡選挙区から当選し、民主党軍威郡党委員長を務めた。当選当時は民主党旧派に属していたが、金度演の国務総理就任認可が国会で否決されると、新派に転じた。